# Natalina Lupino
Natalina Lupino, también escrito como Nathalie Lupino (Valenciennes, 13 de junio de 1963), es una deportista francesa que compitió en judo.
Participó en los Juegos Olímpicos de Barcelona 1992, obteniendo una medalla de bronce en la categoría de +72 kg. Ganó cuatro medallas en el Campeonato Mundial de Judo entre los años 1982 y 1991, y diez medallas en el Campeonato Europeo de Judo entre los años 1983 y 1993.

## Palmarés internacional
| Juegos Olímpicos   | Juegos Olímpicos       | Juegos Olímpicos  | Juegos Olímpicos |
| Año                | Lugar                  | Medalla           | Categoría        |
| ------------------ | ---------------------- | ----------------- | ---------------- |
| 1992               | Barcelona (España)     | Medalla de bronce | +72 kg           |
| Campeonato Mundial |                        |                   |                  |
| Año                | Lugar                  | Medalla           | Categoría        |
| 1982               | París (Francia)        | Medalla de oro    | +72 kg           |
| 1984               | Viena (Austria)        | Medalla de bronce | Abierta          |
| 1989               | Belgrado (Yugoslavia)  | Medalla de bronce | +72 kg           |
| 1991               | Barcelona (España)     | Medalla de bronce | Abierta          |
| Campeonato Europeo |                        |                   |                  |
| Año                | Lugar                  | Medalla           | Categoría        |
| 1983               | Génova (Italia)        | Medalla de plata  | +72 kg           |
| 1984               | Pirmasens (RFA)        | Medalla de oro    | Abierta          |
| 1984               | Pirmasens (RFA)        | Medalla de plata  | +72 kg           |
| 1985               | Landskrona (Suecia)    | Medalla de bronce | –72 kg           |
| 1989               | Helsinki (Finlandia)   | Medalla de bronce | +72 kg           |
| 1990               | Fráncfort (RFA)        | Medalla de plata  | Abierta          |
| 1991               | Praga (Checoslovaquia) | Medalla de bronce | Abierta          |
| 1992               | París (Francia)        | Medalla de bronce | Abierta          |
| 1993               | Atenas (Grecia)        | Medalla de plata  | Abierta          |
| 1993               | Atenas (Grecia)        | Medalla de bronce | +72 kg           |